# Комический балет
Комический балет является подкатегорией сюжетного балета и обозначает драматическое произведение легкого или комического характера. 
Истоки комического балета уходят в XVI век, когда Екатерина Медичи принесла итальянскую традицию пересказа классических или аллегорических легенд с помощью музыки и танцев. По её указанию, придворный танцместер Балтасарино ди Бельджойозо, поставил «Комедийный балет королевы». Он был представлен в Малом Бурбоне 15 октября 1581 года и повествовал об истории Кирки. 
Среди комических балетов: «Коппелия», «Дон Кихот», «Тщетная предосторожность».